# Mausoleos romanos de Liria

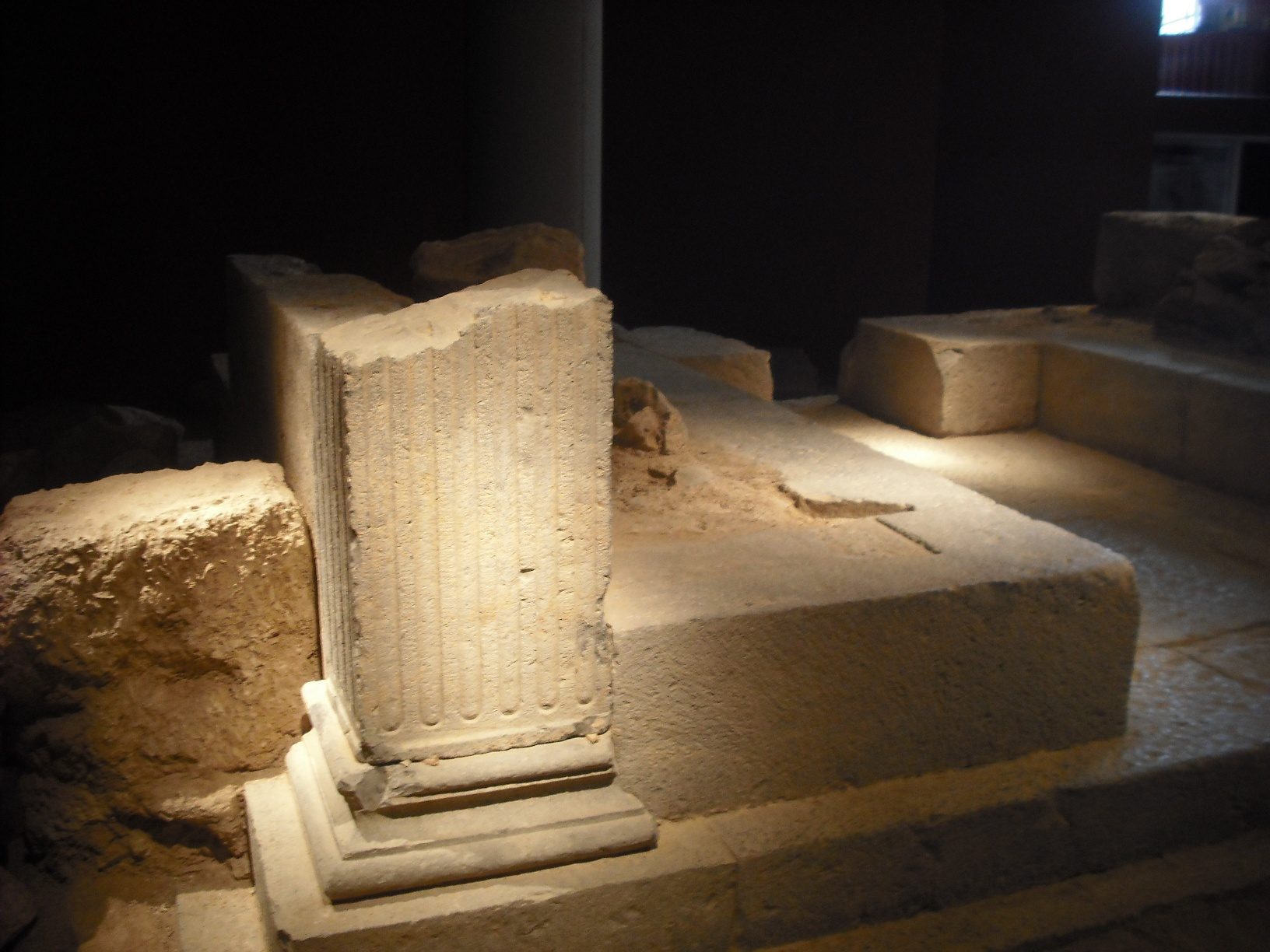
Portada del edificio I de los Mausoleos romanos de Liria.

Los Mausoleos romanos de Liria son un conjunto protegido como bien de interés cultural de la ciudad de Liria (Valencia). Tienen el número de anotación ministerial A-R-I-51-0007026 por resolución del 5 de diciembre de 1990.

## Emplazamiento
Los mausoleos se encuentran en la calle San Vicente. Son un conjunto funerario situado en la necrópolis de la ciudad romana de Edeta.
A inicios del siglo XXI están integrados dentro de un edificio de viviendas, pero han sido recuperados y son visitables.

## Descripción
Son tres edificios de planta rectangular, formados por una base escalonada, un podio y una cámara funeraria. En esta se realizaba la cremación.